# Arevalillo de Cega
Arevalillo de Cega es un municipio y localidad española de la provincia de Segovia, en la comunidad autónoma de Castilla y León. El término municipal tiene una población de 18 habitantes (INE 2024).

## Geografía

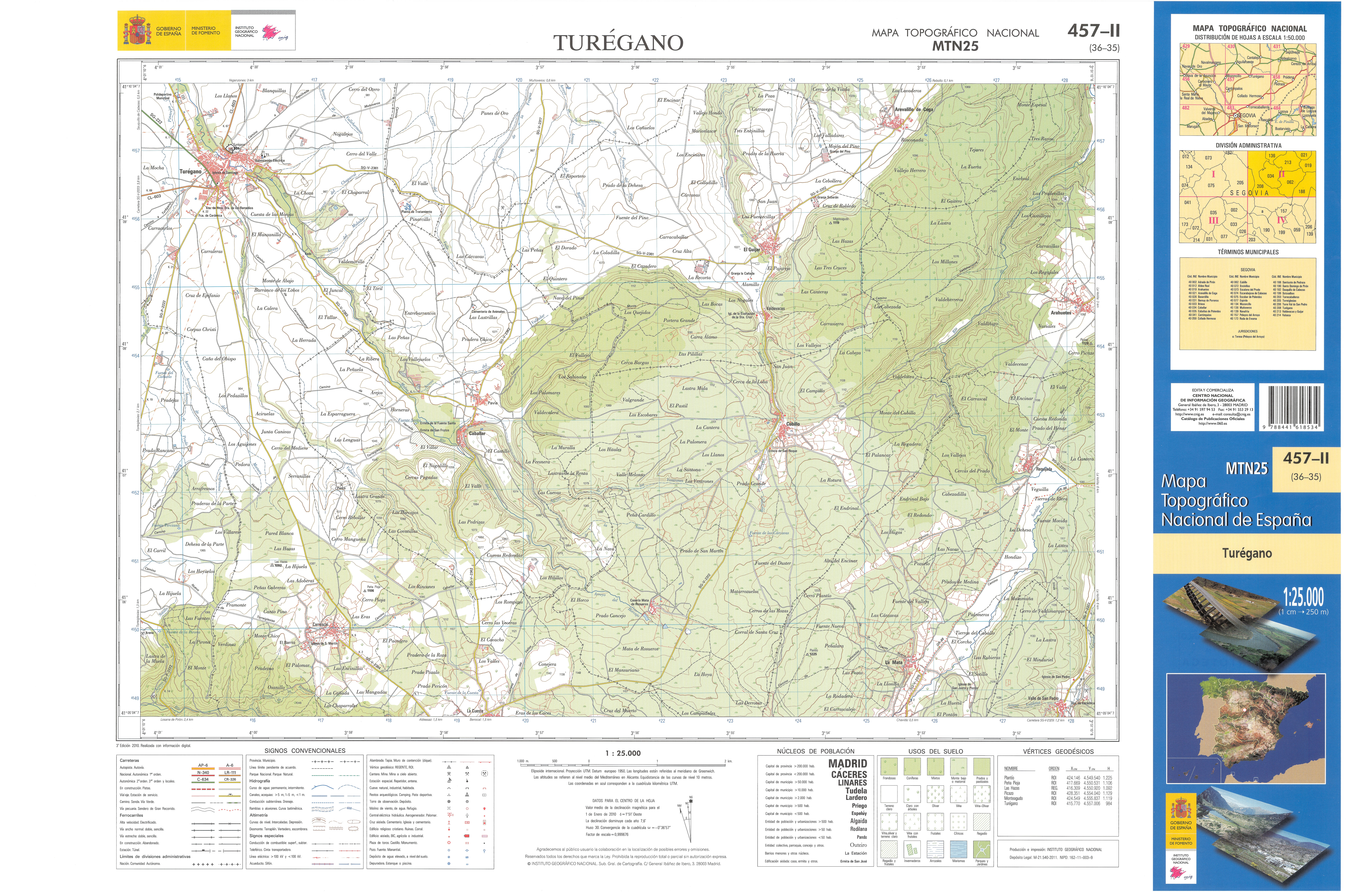
Fragmento de la hoja 457 del Mapa Topográfico Nacional de España de 2010 en el que se representa parte de Arevalillo de Cega

Población perteneciente al partido judicial de Sepúlveda y a la Comunidad de Villa y Tierra de Pedraza. Se halla entre El Guijar, Rebollo y Pajares de Pedraza.
| Noroeste: Puebla de Pedraza   | Norte: Rebollo                      | Noreste: Rebollo   |
| Oeste: Valdevacas y Guijar    |                                     | Este: Arahuetes    |
| Suroeste: Valdevacas y Guijar | Sur: Valdevacas y Guijar, Arahuetes | Sureste: Arahuetes |

## Historia
En 1247 se cita como Arevaliello, quizás como topónimo prerromano derivado de Are-valon, que significa junto al muro. Hasta la reforma de la nomenclatura municipal de 1916 el municipio se llamaba simplemente Arevalillo. En dicha fecha su nombre fue modificado por el de Arevalillo de Cega.
En 2003 se fundó la asociación cultural: "Arevalillo Vivo", como una iniciativa para desarrollar actividades culturales y sociales en el pueblo.

## Demografía
Cuenta con una población de 18 habitantes (INE 2024).
| Gráfica de evolución demográfica de Arevalillo de Cega entre 1842 y 2021 |
| |
| Población de derecho según los censos de población del INE Población de hecho según los censos de población del INEEn estos censos se denominaba Arevalillo: 1842, 1857, 1860, 1877, 1887, 1897, 1900 y 1910 |

## Administración y política
Lista de alcaldes
| Periodo   | Nombre                           | Partido       |
| --------- | -------------------------------- | ------------- |
| 1979-1983 | Calixto Otero Barrios            | UCD           |
| 1983-1987 | Valentín Martín Pastor           | Independiente |
| 1987-1991 | Valentín Martín Pastor           | PDP           |
| 1991-1995 | Avito Barrio Otero               | PP            |
| 1995-1999 | Avito Barrio Otero               | PP            |
| 1999-2003 | Valentín Martín Pastor           | PP            |
| 2003-2007 | Valentín Martín Pastor           | PP            |

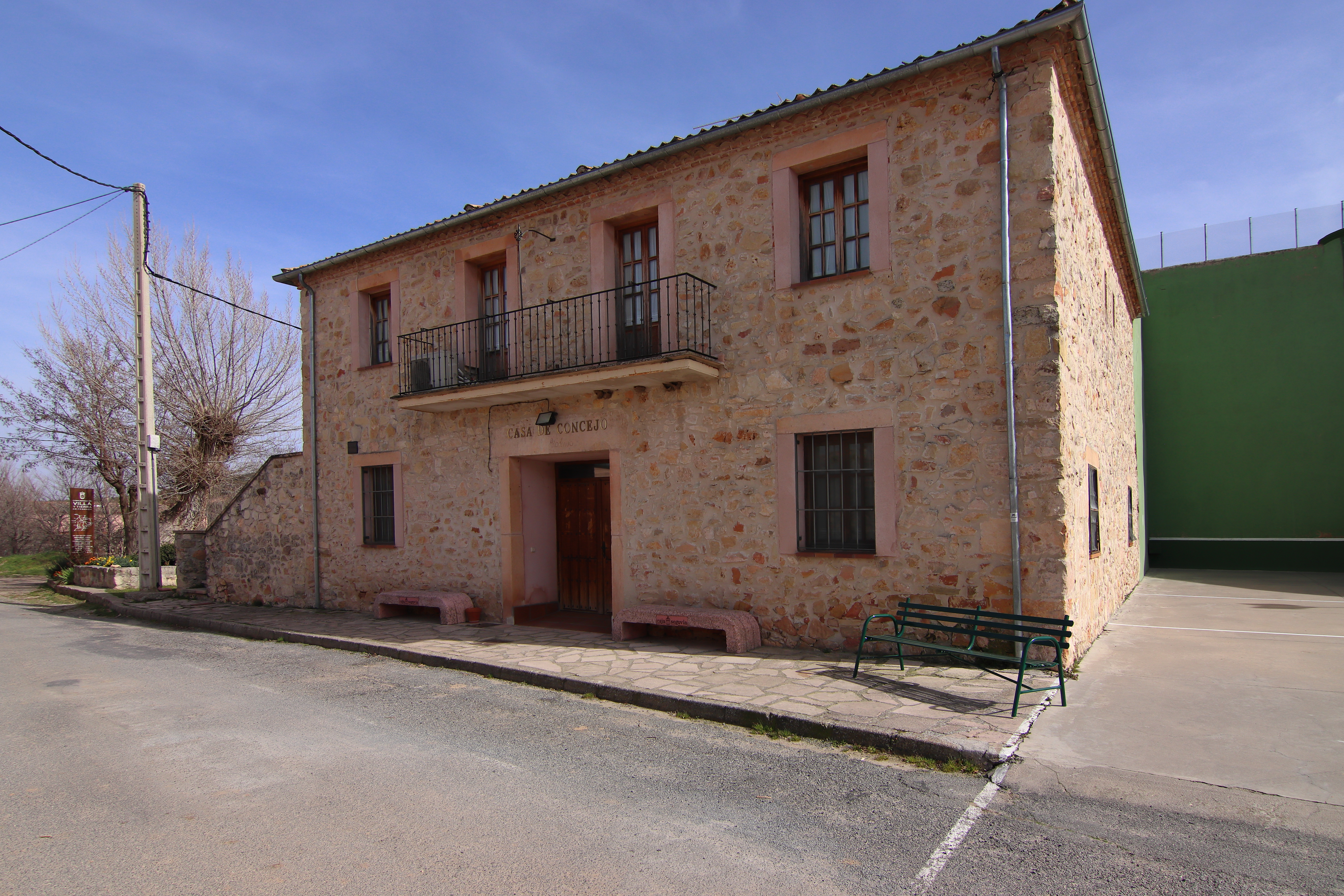
Casa consistorial

| 2007-2011 | Víctor Nemesio Barrio del Barrio | PP            |
| 2011-2015 | Víctor Nemesio Barrio del Barrio | PP            |
| 2015-2019 | Víctor Nemesio Barrio del Barrio | PP            |
| 2019-2023 | Víctor Nemesio Barrio del Barrio | PP            |
| 2023-act. | Víctor Nemesio Barrio del Barrio | PP            |

## Patrimonio

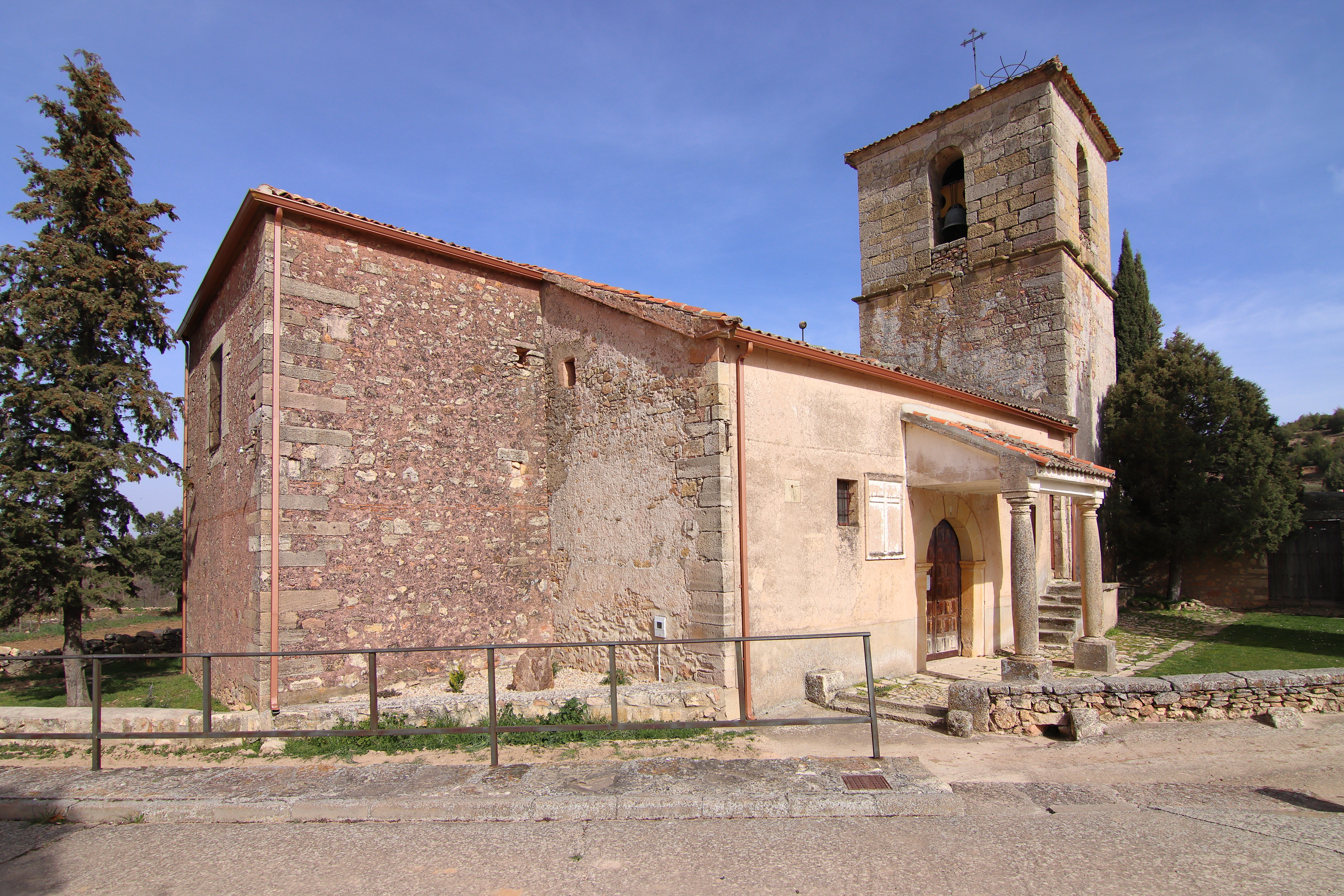
Iglesia de San Mamés

Destaca la iglesia de San Mamés que todavía conserva el ábside románico, siendo el resto del edificio del siglo XVIII, la fragua recientemente rehabilitada y el potro de herrar. En la zona nordeste de su término municipal, y a ambos lados del río Cega, se encuentran unas cuevas rupestres de la Edad de Bronce, que se conocen como las del Jaspe y del Tocino.

## Fiestas
El último fin de semana del mes de agosto celebran sus fiestas patronales en honor de dicho santo (San Mamés).